# پیجین (نرم‌افزار)
پیجین (به انگلیسی: Pidgin) یک کلاینت پیام‌رسان فوری (به انگلیسی: Instant Messaging) است که قابلیت اجرا بر روی چند سکو (به انگلیسی: Cross-platform) را دارد. تعداد کاربران پیجین در سال ۲۰۰۷ بیش از ۳ میلیون نفر تخمین زده شده‌است. پیجین یک نرم‌افزار آزاد است و تحت مجوز جی‌پی‌ال انتشار می‌یابد.